# Barrois
O Barrois é um "pays"  no leste da França.
O nome provem da cidade de Bar-le-Duc inicialmente uma fortaleza de fronteira (em latim: barra, barreira).
Na Idade Média fazia parte do ducado de Bar, na altura uma zona de fronteira com o ducado da Lorena, integrando o Sacro Império Romano-Germânico. Em 1301, a região acabou por se dividir no designado Barrois mouvant, que se tornou um feudo do Reino de França, e no Barrois non-mouvant, que permaneceu parte do Império.
Hoje o Barrois é um "pays" da atual região da Lorena.

## Heráldica

Brasão dos Duques de Bar.
Brasão do Departamento de Mosa (Meuse).
Brasão da cidade de Bar-le-Duc.